# Древооргазм
Древооргазм (англ. Treegasm) — пятая серия первого сезона мультсериала «Гадкие американцы».

## Сюжет
Туристы посещают Центральный парк, чтобы посмотреть на Древооргазм, ритуал спаривания бывающий раз в жизни между двумя деревьями. Деревья растут друг к другу в течение многих десятилетий прежде, чем участвовать в ритуале, известном как «вворачивание». Марк не может понять, почему люди заботятся приблизительно о двух деревьях, теряющих девственность. Бюрократ-демон Твейн был назначен отвечать за церемонию, но он отдал работу волшебнику Леонарду, поскольку он должен провести четыре дня, которые будут соответствовать иску с тройной грудкой. Тем временем демон Кейли требует занятия сексом с Марком, и Леонард объясняет ему, что тело демона женского пола настолько ядовито, что она должна периодически потерять его для нового, и секс — единственная вещь, которая может ослабить её боль. Позже в Центральном парке, Марк представляет деревьям, Ники и Нилу их «вворачивающий координатор». Марк отмечает, что это освежает двух существ, чтобы так посвятить себя друг другу в противоположность только заниманию сексом с незнакомцами. Нил начинает чувствовать себя беспокоящимся о ритуале, поскольку замечания Марка о занимании сексом с другими кажется более захватывающими. Позже, Нил расстаётся с Ники, поскольку Марк открыл ему глаза для других возможностей. Нил заявляет, что Ники предсказуема и что он хочет кого-то сумасшедшего. Марк принимает изменение взглядов Нила, но Леонард объясняет ему, что деревья вынуждены спариваться, потому что их корни находятся настолько глубоко, что они охватывают весь Манхэттен. Если Нил скоро не извергнет семя, его корень может раздуться и подвергнуть опасности весь город.
Твэйн поручает Марку решить проблему, и Марк уговаривает Рэндэлла, чтобы, он рассказал о своих нездоровых сексуальных событиях Нилу. История Рэндэлла меняет Нила, и он возвращается к Ники. Позже Древооргазм собирается начаться, но возбуждение Нила проходит из-за давления и многих зрителей. Его корни начинают раздуваться и проходить над землей и захватывать различные здания. Леонард быстро зачаровывает Нила заклинаньем, которое действует как виагра. Келли берет Марка с нею в портативный туалет для заключительного полового акта. Нил собрался отложить семя в Ники, Келли показывает себя в своей новой форме, стоя голой, пародируя «Рождение Венеры». Давление заставляет Нила страдать от преждевременной эякуляции, и он извергается на протяжении всего парка. Позже, когда толпа уходит, Леонард очаровывает Нила с периодом, чтобы меньше раздражать его корни, и ритуал продолжается без зрителей.
Тем временем Рэндэлл теряет свой член после занимания сексом с женщиной, которую он встретил в кинотеатре. Рэндэлл не в состоянии найти член, и он пытается привыкнуть к жизни, не имея член. Однако Рэндэлл получает звонок от полиции, которая сообщает ему, что они нашли его член, но говорят Рэндэллу, что его член не похищали, а что он сбежал. Чтобы заставить его вернуться, Рэндэлл должен выполнять условия, такие как принятие члена как равного, что с удовольствием одобряет Рэндэлл.

## Производство
Серию придумал Даниэлл Пауэлл и срежиссировали Аарон Аугенблик и Люси Снайдер. Серия получила рейтинг TV-14 DS в США. Сюжет произошёл от того когда разработчик сериала и исполнительный продюсер Дэвид М. Стерн увидел дерево в своём заднем дворе, которое на вид имеет «огромный набор яичек». Позже помощник сценариста по сериалу показал им веб-сайт с изображениями деревьев, которые как кажется, имеют гениталии или занимаются сексом. Деревья побуждают идею, вовлекающую двух растений, которые росли друг к другу в течение 150 лет, и затем один из них получает «холодные ноги» в последнюю минуту. Создатель мультсериала Девин Кларк сказал, что ему нравится серия, потому что она сфокусирована на созданиях, которых сотрудники придумали сами, вместо классических мифологических существ. В предшествующих сериях сценаристы главным образом использовали характерных монстров такие как оборотни и зомби, чтобы зрители смогли ознакомиться с миром сериала. Соавтор Пауэлл исследовал «мифологию деревьев», такую как злые деревья из книги Удивительный волшебник из страны Оз, прежде, чем написать серию, но заявил, что не мог найти много на объекте.
По словам Стерна это было «очень трудно» выразить в форме сценария, чтобы было настолько смешно, как деревья не двигаются. Так как, они не двигаются, их рты были сделаны похожими на рты щелкунчика. Стэндап комик и актёр Кумейл Наджани озвучил Нила для этой серии. Вдобавок, к регулярному составу в серии участвовали постоянные приглашённые гости Джули Клауснер и Пити Холмс озвучили незначительные роли как ведущая и Аль Пачино соответственно. Музыку к серии подобрали Эндрю Лэндри и Брэдфорд Рид. Песня в заставке одна из любимых в сезоне у Кларка, заявляя что он «любит ерунду 80-х».

## Критика
Серия впервые была показана на Comedy Central в США 14 апреля 2010 года. В вечер премьеры серию посмотрели 2 050 000 зрителей, серия приобрела оценку 1,1.в возрастах от 18 до 49 лет. В тот вечер серия была самой просматриваемой после серии Южного парка «201». Серия является третьей, наиболее просматриваемой серией первого сезона.
Серия получила смешанные обзоры от критиков. Нэнси Базиль из About.com сказала «я наслаждаюсь некоторыми из „Гадких американцев“, хотя я думаю, что, возможно, они обошлись бы без древооргазма». В обзоре к DVD Люк Боунэно с сайта DVDizzy.com сказал «Этот сериал имеет минимализм, чем типичный программный материал Adult Swim. Но это также в меньшей степени смешно. Фактически это почти никогда не было смешным. Демоны извергающие из груди огонь. Зомби с уменьшающимися частями тела. Деревья имеющие секс. Большая часть юмора зависит от необычной предпосылки, которую я все ещё не уверенно понимаю». Сцена в которой Марк говорит древотным про секс с незнакомцами заняла четвёртое место среди «пяти лучших моментов первого сезона гадких американцев» по версии Тайуджы Моуры с сайта «Handshake». Согласно Стерну серия была более положительной, чем предыдущие.

## Релиз
5 октября 2010 серия была выпущена как часть DVD с шестью другими сериями. Члены команды Дэвид М. Стерн, Даниэль Пауэлл и Девин Кларк участвовали в аудиокомментарии эпизода. DVD также включает дополнительные материалы, такие как картинная галерея, оригинальные веб-эпизоды. Серии первого сезона были также выпущены в цифровом формате для таких сервисов как Amazon Instant Video, iTunes Store и Xbox Live Marketplace. Как и большинство серий «Гадких американцев» пилотная серия также доступна для бесплатного просмотра на официальном сайте Comedy Central.